# Плав'є (річка)
Плав'є — річка в Україні у Стрийському районі Львівської області. Права притока річки Головчанки (басейн Дністра).

## Опис
Довжина річки приблизно 10,34 км, найкоротша відстань між витоком і гирлом — 6,69  км, коефіцієнт звивистості річки — 1,55 . Формується багатьма струмками.

## Розташування
Бере початок на південно-східній околиці села Кальне і тече через село понад горою Кичеркою (863,1 м). Далі тече переважно на північний схід через село Плав'я і зливається з рчкою Укерник (Бринівкою), утворюючи початок річки Головчанки, лівої притоки річки Опори.

## Притоки
- Вадрівка (ліва).